# Ferdinand Oswald
Ferdinand Oswald (Hohenpeißenberg, 5 ottobre 1990) è un ex calciatore tedesco, di ruolo portiere.

## Carriera
Cresciuto nel settore giovanile del Bayern Monaco, dal 2009 al 2011 ha giocato nella seconda squadra del club bavarese collezionando 5 presenze in Fußball-Regionalliga. Nel 2012 è stato ceduto al WSG Wattens dove è rimasto una stagione prima di passare allo Schalke 04, che lo ha aggregato alla propria seconda squadra. Nel luglio 2014 ha fatto ritorno al WSG Wattens.